# 里韦拉东达拉
里韦拉东达拉，是西班牙加泰罗尼亚莱里达省的一个市镇。 总面积105平方公里，总人口486人（2001年），人口密度5人/平方公里。